# Canning Town (métro de Londres)
Ne doit pas être confondu avec Canning Town (DLR).
Canning Town (en anglais : Canning Town Underground Station), est une station de la Jubilee line, du métro de Londres, en zone 2 et 3. Elle est située sur la Silvertown Way, à Canning Town sur le territoire du Borough londonien de Newham.
Elle est en correspondance avec la station de Canning Town (DLR) du  métro léger Docklands Light Railway.

## Situation sur le réseau

Plan du métro de Londres.

Située en surface, la station Canning Town de la Jubilee line du métro de Londres, dispose d'une plateforme de passage établie entre la station West Ham, en direction de la station terminus Stratford, et la station North Greenwich, en direction du terminus Stanmore (métro de Londres). Elle est en zone 2 et 3 Travelcard.
La plateforme dispose d'un quai central, numéroté 5 et 6, encadrant les deux voies de la ligne.

## Services aux voyageurs

### Desserte

Installations et desserte
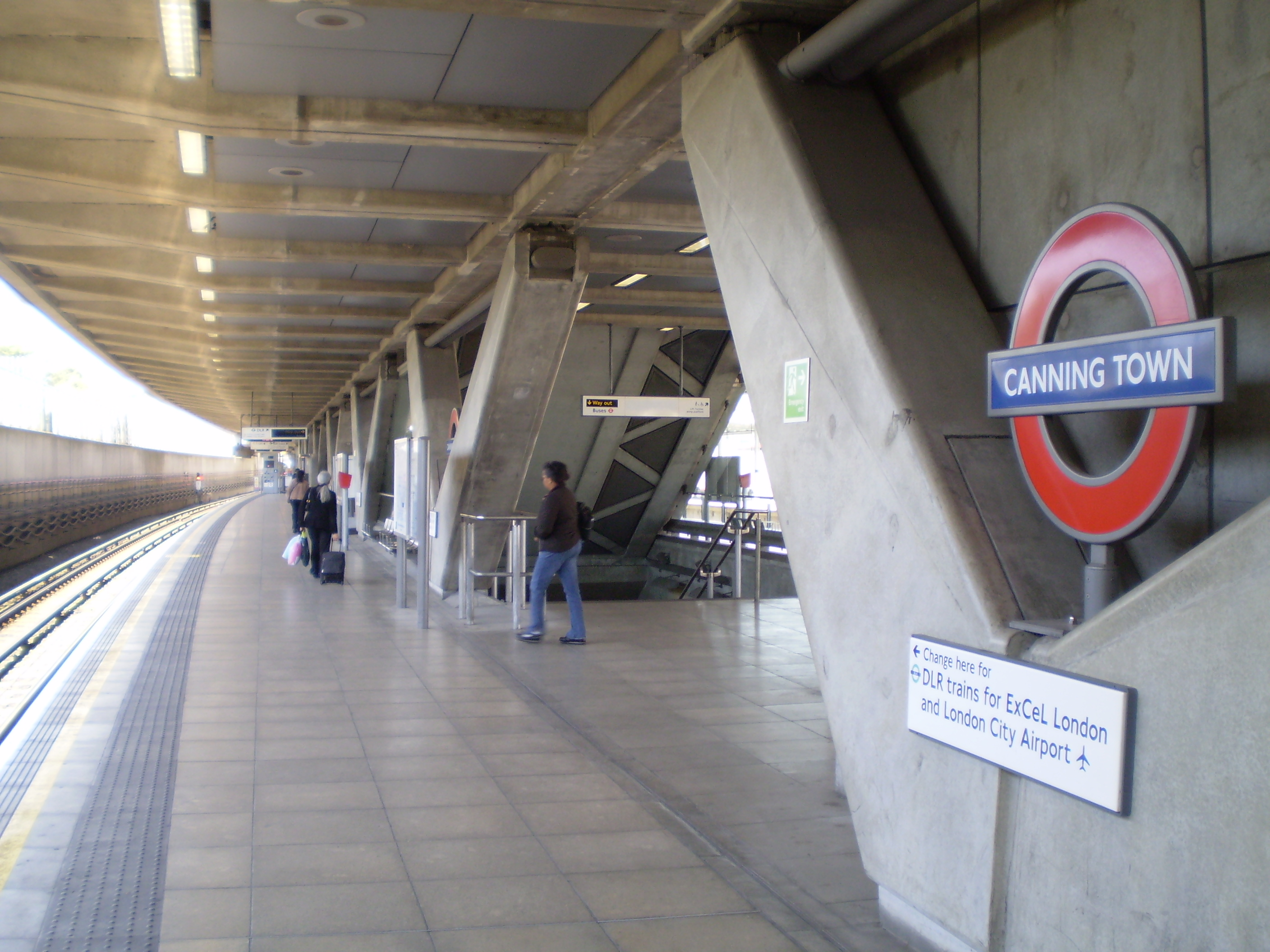
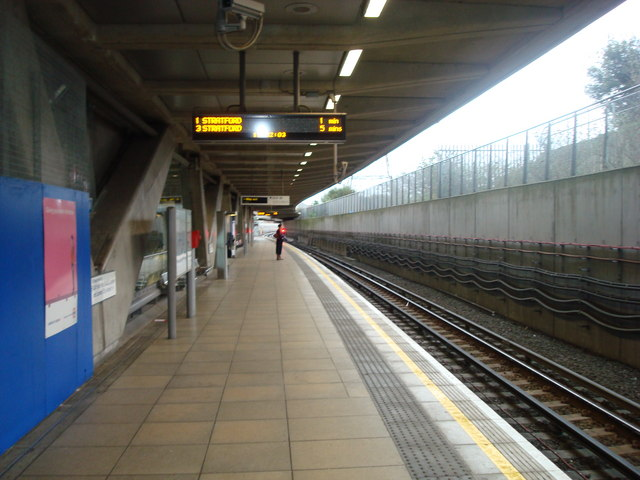
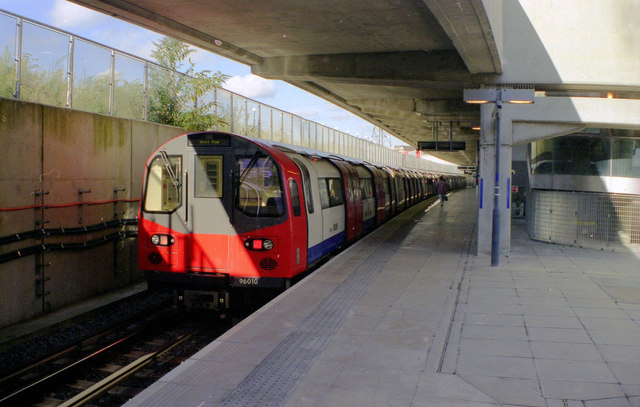

## À proximité
- Canning Town